# Kris Slater
Andrew James Keefer (Oregón; 17 de octubre de 1981), conocido como Kris Slater, fue un actor pornográfico estadounidense.
Ha trabajado inicialmente como actor dramático y recitaba en el Festival Ashland Shakespearian de Oregón. Después serse diplomado, se enlistó en el ejército, sirviendo en las armas por dos años en la Schofield BKS, en Hawái. Fue despedido con honores después haber estado involucrado en un accidente de helicóptero donde murieron 7 personas. Después de este acontecimiento, el actor se muda a Los Ángeles, donde empieza a trabajar de actor y de actor para películas pornográficas. Después de su muerte, el psicólogo danés Soben Peten describió que atendió a Slater por depresión años atrás.

## Filmografía
- Barefoot Confidential 28 (2003)
- Barely Legal 43 (2003)
- Bikini Babes from Burbank (2003)
- Crack Attack 1 (2003)
- Dripping Wet Sex 7 (2003)
- Evan Essence (2003)
- Fresh Porn Babes 1 (2003)
- Fresh Porn Babes 2 (2003)
- Gag Factor 14 (2003)
- Glazed and Confused 2 (2003)
- Hellcats 2 (2003)
- I Dream Of Dolorian (2003)
- Innocence Candy Girl (2003)
- Jack's Playground 4 (2003)
- Kelly the Coed 17 (2003)
- Love And Bullets (2003)
- Lover's Guide to Self Pleasuring (2003)
- MILTF 8 (2003)
- Orgy Angels 2 (2003)
- Run Mary Run (2003)
- Savanna Takes Control (2003)
- Skin on Skin (2003)
- Skipping Class (2003)
- Sodomy Sandwiches (2003)
- Specs Appeal 14 (2003)
- Specs Appeal 16 (2003)
- Squirting Newcomers 1 (2003)
- Stuck On You (2003)
- Teen Meat 2 (2003)
- Teen Meat 3 (2003)
- Teen Power 4 (2003)
- Teens Never Say No! 2 (2003)
- Test Drive (2003)
- Wet and Messy Big Boobs (2003)
- Wet Brunettes 1 (2003)
- Wet Undies 2 (2003)
- 10 Man Cum Slam 5 (2004)
- 10 Man Cum Slam 6 (2004)
- 18 and Easy 1 (2004)
- Asseaters Unanimous 5 (2004)
- Asseaters Unanimous 6 (2004)
- Assploitations 3 (2004)
- Backseat Bangers 1 (2004)
- Bar Flies (2004)
- Busty Beauties 13 (2004)
- Cheerleader Auditions 2 (2004)
- College Invasion 5 (2004)
- Cum Rain Cum Shine 1 (2004)
- Cum Swappers 1 (2004)
- Cytherea Iz Squirtwoman 2 (2004)
- Deep in Cream 5: Cum on In (2004)
- Don't Tell Mommy 4 (2004)
- Double Parked 10: Lot Full (2004)
- Double Parked 9: Bumper To Bumper (2004)
- Dreams (2004)
- Extreme Teen 37 (2004)
- Fantasy Of Flesh (2004)
- Firebush 1 (2004)
- Firebush 2 (2004)
- First Date 1 (2004)
- First Offense 4 (2004)
- Fresh Porn Babes 4 (2004)
- Fresh Porn Babes 5 (2004)
- Fresh Porn Babes 6 (2004)
- Fuck Me Hard and Cum on My Face (2004)
- Gang Bang Darlings 2 (2004)
- Gangbang Girl 35 (2004)
- Gothsend 1 (2004)
- Gothsend 2 (2004)
- Grudge Fuck 1 (2004)
- Knockin Nurses 3 (2004)
- Látex Cops (2004)
- Látex Nurses (2004)
- MILTF 10 (2004)
- MILTF 9 (2004)
- My Sister's Hot Friend 1 (2004)
- Naughty Little Nymphos 14 (2004)
- One Night In Vegas (2004)
- Pigtail Cuties 2 (2004)
- Pillow Talk (2004)
- Pop 2 (2004)
- Specs Appeal 19 (2004)
- Stick It in My Face 2: That Dick Ain't Gonna Suck Itself(2004)
- Teen Latin Dolls 2 (2004)
- Teen Sensations 8 (2004)
- Teen Sensations 9 (2004)
- Texas Asshole Massacre (2004)
- Total Babe 4: "It" Girls (2004)
- Twisted Tales 1 (2004)
- Uniform Babes: Conduct Unbecumming (2004)
- A Day in the Life (2005)
- American Dreams (2005)
- Asian Erotica (2005)
- Asian Sexual Rythm (2005)
- Asseaters Unanimous 8 (2005)
- Asseaters Unanimous 9 (2005)
- Babes in Black (2005)
- Beautiful Lies (2005)
- Big Sausage Pizza 4 (2005)
- Bride Bang (2005)
- Butt Blassted 2 (2005)
- A Day in the Life (2005)
- American Dreams (2005)
- Asian Erotica (2005)
- Asian Sexual Rythm (2005)
- Asseaters Unanimous 8 (2005)
- Asseaters Unanimous 9 (2005)
- Babes in Black (2005)
- Beautiful Lies (2005)
- Big Sausage Pizza 4 (2005)
- Bride Bang (2005)
- Butt Blassted 2 (2005)
- Caliente (2005)
- Camera Girl's POV (2005)
- Camp Cuddly Pines Power Tool Massacre (2005)
- Caught in the Act (2005)
- Cheating Housewives 1 (2005)
- Cold Coupling (2005)
- College Dropouts 2 (2005)
- Confessions Of An Anal Heiress (2005)
- Cum Swappers 3 (2005)
- Dani Woodward and Friends (2005)
- Dillan's Day Off (2005)
- Dreamcummers (2005)
- Filthy Rich (2005)
- Fine Ass Bitches 1 (2005)
- Girl Play (2005)
- Girls Night Out 1 (2005)
- Girly Thoughts 2 (2005)
- Glamour Sluts 1 (2005)
- Guilty Pleasures (2005)
- Handjob Heaven (2005)
- High Def XXX 1 (2005)
- Hypnotik Illusions (2005)
- Innocence Ass Candy (2005)
- Iron Head 3 (2005)
- Juicy Creampies 2 (2005)
- Lanny's Summer Daze (2005)
- Lick Clique (2005)
- Love Letters (2005)
- Lovers Lane (2005)
- MILF Cruiser 4 (2005)
- MILF Cruiser 5 (2005)
- MILF Seeker 4 (2005)
- MILF Seeker 5 (2005)
- MILF Seeker 7 (2005)
- My Friend's Mom Is a Hottie 1 (2005)
- Naked Red Lips (2005)
- New Devil in Miss Jones (2005)
- No Holes Left Unfilled 2 (2005)
- Pirates (2005)
- Psychotic (2005)
- Put It Wherever 1 (2005)
- Road Trixxx 3 (2005)
- Salvation (2005)
- Secret Desires (2005)
- Sexual Auditions (2005)
- Silver Label (2005)
- Squealer (2005)
- Stalker (2005)
- Supersquirt 1 (2005)
- Teen Sneakers 2 (2005)
- TNT Babes 2 (2005)
- Who Let The Whores Out 1 (2005)
- Wild in Vegas (2005)
- Women On Top Of Men 1 (2005)
- World Series of Sex: Blow Jobs (2005)
- Asian Parade 1 (2006)
- Asian Parade 2 (2006)
- Asian Parade 3 (2006)
- Asian Poke Holes 1 (2006)
- Barely Legal 18th Birthday 1 (2006)
- Barely Legal Innocence 4 (2006)
- Big Sausage Pizza 7 (2006)
- Blondes Eat More Cum (2006)
- Bubble Butts Galore 3 (2006)
- Bubble Butts Galore 4 (2006)
- Class Reunion 2 (2006)
- Cocktails 5 (2006)
- College Wild Parties 7 (2006)
- College Wild Parties 8 (2006)
- Cream Crazed Cuties (2006)
- Cum Rain Cum Shine 2 (2006)
- Deep Inside Asia (2006)
- Erotic Encounters (2006)
- Fast Times at Naughty America University 2 (2006)
- Frat House Fuckfest 2 (2006)
- Her First Anal Sex 10 (2006)
- Housewives Unleashed 18 (2006)
- Huge Boobs Galore 2 (2006)
- Jamaican Vacation (2006)
- McKenzie Made (2006)
- MILF Seeker 11 (2006)
- My Friend's Hot Mom 5 (2006)
- Nikki Benz: Simply Blonde 2 (2006)
- Party Mouth (2006)
- Prime Cuts 2 (2006)
- Prime Cuts Mature (2006)
- Secret Lovers (2006)
- Straight Guys For Gay Eyes: Kris Slater (2006)
- Teen Hitchhikers 8 (2006)
- Tight Teen 1 (2006)
- Tight Teen 2 (2006)
- Time For Briana (2006)
- Weapons of Ass Destruction 5 (2006)
- Anal Fuck Auditions 2 (2007)
- Aqua Erotic (2007)
- Asian Parade 4 (2007)
- Ass Worship 10 (2007)
- Auto Bang Sluts 2 (2007)
- Before They Were Stars 1 (2007)
- Blind Dates Exxxposed (2007)
- Bubble Butts Galore 5 (2007)
- Bubble Butts Galore 6 (2007)
- Cookies And MILF 2 (2007)
- Desperate MILFs and Housewives 1 (2007)
- Desperate MILFs and Housewives 2 (2007)
- Desperate MILFs and Housewives 3 (2007)
- Double Penetration Tryouts 1 (2007)
- Double Penetration Tryouts 2 (2007)
- Double Penetration Tryouts 3 (2007)
- Evil Anal 2 (2007)
- HandyMan 4 (2007)
- Huge Boobs Galore 4 (2007)
- It's a Mommy Thing 2 (2007)
- Loca Latina Sluts 1 (2007)
- Loca Latina Sluts 2 (2007)
- MILF Seeker 12 (2007)
- MILF Seeker 13 (2007)
- MILFs Gone Anal 3 (2007)
- My First Sex Teacher 10 (2007)
- My First Sex Teacher 8 (2007)
- My Friend's Hot Mom 8 (2007)
- Potty Mouth (2007)
- Pounding Black Booties 2 (2007)
- Seduced by a Cougar 2 (2007)
- Tantric Sex Secrets (2007)
- Whack Jobs 2 (2007)
- Wife Switch 1 (2007)
- American MILF 2: Enter the Cougar (2008)
- Anal Fuck Auditions 5 (2008)
- Ass on Tap (2008)
- ATK Petite Amateurs 2 (2008)
- ATK Pregnant Amateurs 1 (2008)
- Award Winning 3 Way Scenes (2008)
- Bachelor Party Fuckfest 7 (2008)
- Behind the Cyber Door (2008)
- Bubble Butts Galore 7 (2008)
- Butt Buffet 3 (2008)
- College Wild Parties 12 (2008)
- Cream Pie Blowout 3 (2008)
- Desperate MILFs and Housewives 4 (2008)
- Desperate MILFs and Housewives 5 (2008)
- Desperately Seeking Cock 2 (2008)
- Desperately Seeking Cock 3 (2008)
- Doctor Adventures.com 1 (2008)
- Enticed By My Friends Mom (2008)
- Escape From Women's Prison (2008)
- Fresh Off the Boat 2 (2008)
- Gag Factor 27 (2008)
- Head Case 3 (2008)
- Housewife Bangers 11 (2008)
- I Scored a Soccer Mom 7 (2008)
- Identity (2008)
- It's a Mommy Thing 4 (2008)
- Látex Sex (2008)
- MILF Riders 3 (2008)
- MILF Riders 4 (2008)
- Mother's Milk (2008)
- Muffin Tops (2008)
- Not The Bradys XXX: Marcia Marcia Marcia (2008)
- Red White And Goo (2008)
- Reverse Bukkake 9 (2008)
- Straight Guys For Gay Eyes and For Women Too!: Porn Stars (2008)
- Tennis Ballin' RXF (2008)
- Tom Byron's Award Winning 3-Way Scenes (2008)
- Wicked Wives: A Voyeur's Diary (2008)
- X Marks the Spot (2008)
- 18 and Dangerous (2009)
- About To Bust (2009)
- Another Man's MILF (2009)
- Asian Party Sluts 1 (2009)
- Ass Fanatic 6 (2009)
- Babewatch: Lifeguard On Duty (2009)
- Barely Legal 98 (2009)
- Barely Legal 99 (2009)
- Barely Legal Brand Spankin' New (2009)
- Big Breast Nurses 2 (2009)
- Big Tit Cream Pie 3 (2009)
- Big Tits at School 5 (2009)
- Bossy MILFs 1 (2009)
- Bossy MILFs 2 (2009)
- Brazen and Unshaven (2009)
- Bree's Beach Party 2 (2009)
- Bree's Big Campout (2009)
- Cougar Tales 2 (2009)
- Couples Camp 1 (2009)
- Cum Scene Investigation 6 (2009)
- Deep Down Inside 1 (2009)
- Desperate MILFs and Housewives 6 (2009)
- Desperate MILFs and Housewives 7 (2009)
- Desperate MILFs and Housewives 8 (2009)
- Desperately Seeking Cock 4 (2009)
- Do Me Right 2 (2009)
- Double D's and Derrieres 4 (2009)
- Erotic Enchantment (2009)
- Gag Factor 29 (2009)
- Girl Next Door 9 (2009)
- Guide to Threesomes (2009)
- House of Wicked (2009)
- How I Did a MILF (2009)
- Intense Climax (2009)
- Jenny Hendrix's House of Sex and Fetish (2009)
- Learning Curves 1 (2009)
- Lisa Ann: MILF Trainer (2009)
- Lust 1 (2009)
- Lust 2 (2009)
- Lust 3 (2009)
- MILF and Cookies (2009)
- MILF Chronicles 4 (2009)
- MILF Seeker 15 (2009)
- MILF Seeker 17 (2009)
- MILFs in High Heels (2009)
- Mobster's Ball 2 (2009)
- Most Likely To Suck Seed (2009)
- No Panties Allowed 1 (2009)
- Not Monday Night Football XXX (2009)
- Not The Bradys XXX: Pussy Power (2009)
- Nurses of Boobsville (2009)
- Pornstar Athletics 2 (2009)
- Rockstar Pornstar (2009)
- Roommates (2009)
- Scrubs: A XXX Parody (2009)
- Secret Diary of a Secretary (2009)
- Sideline Sluts: Cheerleader Confessions (2009)
- Spin the Bottle (2009)
- Sportin' Big Boobs (2009)
- Succubus of the Rouge (2009)
- Super Moms (2009)
- Teen Squirts (2009)
- This Ain't Ghost Hunters XXX (2009)
- This Ain't Happy Days XXX 1 (2009)
- This Ain't Happy Days XXX 2: Fonzie Luvs Pinky (2009)
- This Ain't Hell's Kitchen XXX (2009)
- This Ain't The Partridge Family XXX (2009)
- Tied and Sodomized (2009)
- TILF 2 (2009)
- Uncontrollable (2009)
- Uncontrolled Arousals (2009)
- We Love Redheads 1 (2009)
- Welcome to Boobsville (2009)
- Whore Training: Learning the Ropes (2009)
- 10 Quickies (2010)
- 3 Days in June (2010)
- Alektra's Dirty Mind (2010)
- All New Beaver Hunt 2 (2010)
- American Made: Alexis Ford (2010)
- Asian Party Sluts 2 (2010)
- Attack Of The Great White Ass 5 (2010)
- Barely Legal 104 (2010)
- Barely Legal Bikini Blondes 2 (2010)
- Big Breast Nurses 3 (2010)
- Big Breast Nurses 5 (2010)
- Big Tits Round Asses 19 (2010)
- Bree's Beach Party 3 (2010)
- Bree's Dirty Diary (2010)
- Busty Ones (2010)
- CFNM Secret 5 (2010)
- Chatroom (2010)
- Cheerleaders Academy (2010)
- Contessa's Chateau of Pleasure (2010)
- Cougar Prowl (2010)
- Cougars of Boobsville (2010)
- Couples Seeking Teens 4 (2010)
- CSI: Miami: A XXX Parody (2010)
- Debbie Duz Dishes Again (2010)
- Desperate MILFs and Housewives 10 (2010)
- Desperate MILFs and Housewives 9 (2010)
- Desperately Seeking Cock 6 (2010)
- Desperately Seeking Cock 8 (2010)
- Dreamgirl (2010)
- Femdom Ass Worship 3 (2010)
- Femdom Ass Worship 4 (2010)
- Fetish Fucking (2010)
- Foot Fantasy Freaks (2010)
- Foot Fetishes Exposed (2010)
- Girl Trouble (2010)
- Hometown Girls 2 (2010)
- Hosed (2010)
- I Love Threeways (2010)
- Maid to Order (2010)
- Mean Amazon Bitches 3 (2010)
- Mean Dungeon 2 (2010)
- MILF Seeker 18 (2010)
- MILF Seeker 19 (2010)
- MILF Seeker 20 (2010)
- Not The Bradys XXX: Bradys Meet The Partridge Family (2010)
- Not The Cosbys XXX 2 (2010)
- Nurse Jobs (2010)
- Office Perverts 3 (2010)
- Official Bounty Hunter Parody 1 (2010)
- Official Friday The 13th Parody (2010)
- Pandora's XXX Toy Box (2010)
- Racked and Stacked 3 (2010)
- Roseanne The XXX Parody (2010)
- Sanatorium (2010)
- Secretary's Day 4 (2010)
- Sex And The City The XXX Parody: In Search of the Screaming O (2010)
- Slut Camp 1 (2010)
- Study Buddy Booty Call (2010)
- Teen Tapes (2010)
- Texass Tales (2010)
- Top Heavy Chef: A XXX Parody (2010)
- Until There Was You (2010)
- Wicked Games (2010)
- 40 Dolla Make You Holla (2011)
- Ass Masterpiece 5 (2011)
- Barely Legal Casting Sessions (2011)
- Big Breast Nurses 7 (2011)
- Big Titty MILFs 15 (2011)
- Black and Blue (2011)
- Blind Date (2011)
- Brand New Faces 29 (2011)
- Bride Bangers 1 (2011)
- Cock Stuffed (2011)
- Cocktail Moms (2011)
- Coed Debutantes 1 (2011)
- Cougar's Prey 6 (2011)
- Desperate MILFs And Housewives 11 (2011)
- Eat Some Ass 3 (2011)
- Femdom Ass Worship 8 (2011)
- Filthy Family 3 (2011)
- Foot Fuckers (2011)
- Fresh (2011)
- Friends with Benefits (II) (2011)
- Homeless And Horny (2011)
- I Know That Girl 1 (2011)
- Internal Injections 3 (2011)
- Internal Injections 5 (2011)
- It's Okay She's My Mother In Law 8 (2011)
- Keeping It Up For The Kard-ASS-ians 2 (2011)
- Kinky Sex (2011)
- Like Father Like Son 2 (2011)
- Mean Facesitters 1 (2011)
- MILF Seeker 23 (2011)
- Mothers Teaching Daughters How To Suck Cock 9(2011)
- My Dad's Hot Girlfriend 8 (2011)
- My Favorite Emosluts (2011)
- My First Sex Teacher 24 (2011)
- My First Sex Teacher 25 (2011)
- My Sister's Hot Friend 24 (2011)
- Naughty Rich Girls 6 (2011)
- Office Perverts 7 (2011)
- Office Perverts 8 (2011)
- Official Bounty Hunter Parody 5 (2011)
- Official Halloween Parody (2011)
- Pervs on Patrol 4 (2011)
- POV Auditions 2 (2011)
- Protect Me From Love (2011)
- Senora Seductions (2011)
- Sexy (2011)
- Spin on My Cock 4 (2011)
- Squirtatious 1 (2011)
- Swinging (2011)
- This Ain't Nurse Jackie XXX (2011)
- Truth Dare or Bare (2011)
- Twistys Twisted Fantasies (2011)
- Unfinished Business (2011)
- University Gang Bang 9 (2011)
- XXX Avengers (2011)
- Your Mom's a Cougar (2011)
- Your Mom's Hot (2011)
- 2 Chicks Same Time 10 (2012)
- 3 Day Rule (2012)
- AMK Hardcore (2012)
- Buffy The Vampire Slayer XXX: A Parody (2012)
- Corrupt Schoolgirls 1 (2012)
- Cougarland (2012)
- Cougars vs. Kittens (2012)
- Craving 2 (2012)
- Eva Angelina: No Limits (2012)
- Filthy Family 7 (2012)
- Fresh Squeeze Pussy Juice (2012)
- Home Affairs 2 (2012)
- House Rules (2012)
- I Like 'Em Young (2012)
- Immortal Love (2012)
- It's Okay He's My Stepbrother 2 (2012)
- It's Okay He's My Stepbrother 3 (2012)
- Love Blossoms (2012)
- MILF Seeker 24 (2012)
- My Dad's Hot Girlfriend 10 (2012)
- My First Sex Teacher 28 (2012)
- My First Sex Teacher 29 (2012)
- My First Sex Teacher 30 (2012)
- My Friend's Hot Mom 28 (2012)
- My Friend's Hot Mom 30 (2012)
- My Friend's Hot Mom 31 (2012)
- My Naughty Massage (2012)
- My Sister's Hot Friend 27 (2012)
- My Sister's Hot Friend 28 (2012)
- My Wife's Hot Friend 14 (2012)
- Naughty Office 27 (2012)
- Poolside Pussy (2012)
- Racked and Stacked 8 (2012)
- Real Slut Party 8 (2012)
- Revenge Of The Petites (2012)
- Rich Teen Sluts (2012)
- Scale Bustin Babes 44 (2012)
- Seduced By A Cougar 21 (2012)
- She's the One (2012)
- Soccer Moms (2012)
- Star Wars XXX: A Porn Parody (2012)
- Teacher's Got a Tight Pussy 5 (2012)
- Throated 37 (2012)
- Tonight's Girlfriend 9 (2012)
- Ultimate Fuck Toy: Riley Reid (2012)
- Unfaithful (2012)
- Voila (2012)
- Wanna Fuck My Daughter Gotta Fuck Me First 14(2012)
- Ass Masterpiece 11 (2013)
- Booty Pageant (2013)
- Cougars and Cubs (2013)
- Divorcees (2013)
- Everybody Loves Big Boobies 8 (2013)
- Everybody Loves Sara Sloane (2013)
- Feeding Frenzy 11 (2013)
- Filthy Family 10 (2013)
- Frosty Faces (2013)
- Homecoming (2013)
- I Was A Mail Order Bride (2013)
- If You Only Knew (2013)
- Joy Fuck Club 7 (2013)
- Just Visiting (2013)
- Let Me Suck You 5 (2013)
- My Dad's Hot Girlfriend 14 (2013)
- Not the Bradys XXX: Marcia Goes to College (2013)
- Porks and Recreation: The XXX Parody (2013)
- Seduced by a Cougar 25 (2013)
- Seduced by a Cougar 27 (2013)
- Sperm Bank (2013)
- This Ain't Girls XXX (2013)
- This Ain't Terminator XXX (2013)